# Louise Edlind Friberg

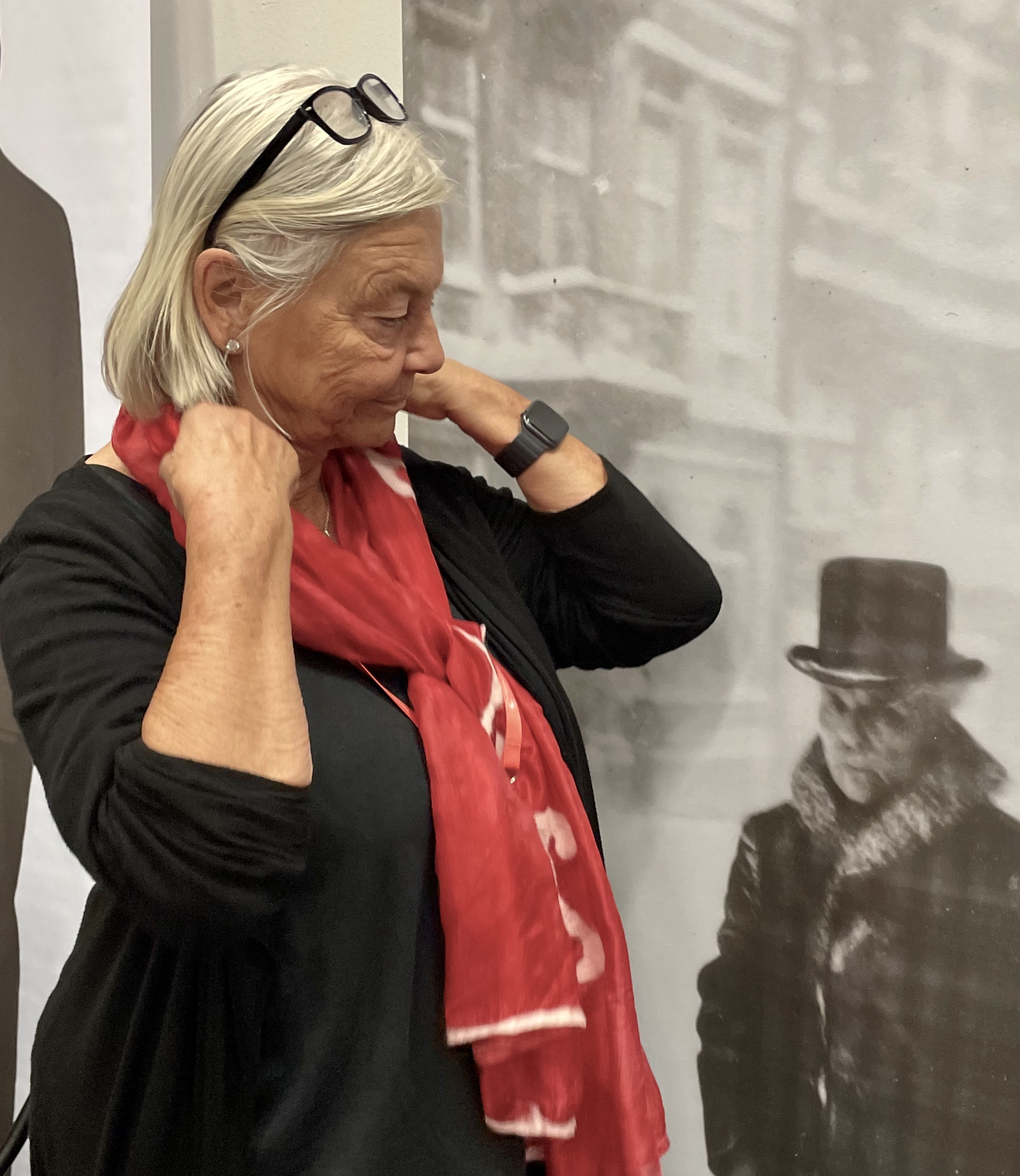
Louise Edlind Friberg är ledamot i Strindbergssällskapet.

Sandra Louise Maud Edlind Friberg, född Edlind den 15 juli 1946 i Oscars församling, Stockholm, är en svensk skådespelare och liberal politiker.

## Biografi
Louise Edlind Friberg är dotter till läkaren Göran Edlind och förbundsordföranden och politikern Britt Edlind, född Melin, samt dotterdotter till arkitekten Carl Melin.
Edlind gick ut Statens scenskola i Stockholm 1969 och är främst känd för sin roll som "Malin" i Vi på Saltkråkan. Hon har även medverkat i nästan 600 avsnitt av TV-såpan Vänner och fiender.
Louise Edlind Friberg syns även i videon till Sven-Ingvars-låten "Byns enda blondin" från 1994.
Edlind Friberg var ersättare i Sveriges riksdag för Folkpartiet 2003 och ledamot i Kulturnämnden i Stockholms kommun 2003-2006. Från 1 januari 2006 till riksdagsvalet samma år var hon ordinarie riksdagsledamot.
Louise Edlind Friberg är ledamot i Strindbergssällskapet.
Hon var från 1966 gift med läkaren Sten Friberg till hans död 2017.

## Filmografi
- 1964 – Vi på Saltkråkan (TV-serie)
- 1964 – Tjorven, Båtsman och Moses
- 1965 – Tjorven och Skrållan
- 1966 – Tjorven och Mysak
- 1967 – Skrållan, Ruskprick och Knorrhane
- 1971 – Le Mans
- 1971 – Lockfågeln
- 1992 – Dødelig kjemi (TV-serie)
- 1996 – Vänner och fiender (TV-serie)
- 2007 – Barnvakten (kortfilm)
- 2008 – Tennsoldaten (kortfilm)
- 2008 – Sockerdricka och vaniljdrömmar (kortfilm)
- 2010–2015 – Morden i Sandhamn (TV-serie)
- 2010 – Psalm 21
- 2013 – Stugan i skuggan
- 2019 – Störst av allt (TV-serie)

## Teater

### Roller (ej komplett)
| År   | Roll | Produktion                                | Regi           | Teater     |
| ---- | ---- | ----------------------------------------- | -------------- | ---------- |
| 1986 |      | Hotelliggaren Ray Cooney                  | Tony Verner    | Folkan     |
| 1987 |      | Oj då, en till Ray Cooney och Tony Hilton | Chris Johnston | Folkan     |
| 1989 |      | Panik på kliniken Ray Cooney              | Brian Howard   | Folkan     |
| 1992 |      | Madicken Astrid Lindgren                  | Pernilla Skifs | Göta Lejon |

### Fotnoter
1. ↑  Sveriges befolkning
2000:
Edlind Friberg, Sandra Louise Maud
(1946-07-15)
Försäkringskassan, uttag avseende 20001231 (2014)
2. ↑  Sveriges befolkning
1990:
Edlind Friberg, Sandra Louise Maud
3. 1 2  ”Louise Edlind”. Svensk Filmdatabas. http://www.sfi.se/sv/svensk-filmdatabas/Item/?type=PERSON&itemid=66881&ref=%2ftemplates%2fSwedishFilmSearchResult.aspx%3fid%3d1225%26epslanguage%3dsv%26searchword%3dLouise+Edlind%26type%3dPerson%26match%3dBegin%26page%3d1%26prom%3dFalse. Läst 23 februari 2013.
4. 1 2  ”Louise Edlind-Friberg”. Sveriges Riksdag. http://www.riksdagen.se/sv/ledamoter-partier/Hitta-ledamot/Ledamoter/Edlind-Friberg-Louise-0456373360003/. Läst 23 februari 2013.
5. ↑  EDLIND, GÖRAN V, marinläkare, prakt läkare, Sthlm i Vem är Vem? / Norrland, supplement, register 1968 / s 593.
6. ↑  ”Avgångsklassen 1969”. Stockholms dramatiska högskola. http://www.stdh.se/vara-studenter/skadespeleri/tidigare-studenter/studenter-1969-1979/avgangsklassen-1969. Läst 14 juli 2013.
7. 1 2  ”Astrid Lindgren-stjärnorna – vad hände sen? (kräver abonnemang)”. Aftonbladet. 21 april 2011. http://www.aftonbladet.se/nojesbladet/article12906596.ab. Läst 22 maj 2016.
8. ↑  https://www.youtube.com/watch?v=ZTWcILYZJtQ
9. ↑  ”Minnesord: Sten Friberg”. Dagens Nyheter. 9 november 2017. https://www.dn.se/familj/minnesord-sten-friberg/. Läst 10 juni 2019. [inloggning kan krävas]
10. ↑  Bengt Jahnsson (2 januari 1986). ”Förvirrad fars på Folkan: Ekman i högform”. Dagens Nyheter:  s. 25. http://arkivet.dn.se/arkivet/tidning/1986-01-02/1/25. Läst 22 augusti 2015.
11. ↑  Marcus Boldeman (20 september 1987). ”Ny fars på Folkan: Männens afton på scen”. Dagens Nyheter:  s. 20. http://arkivet.dn.se/arkivet/tidning/1987-09-20/255/20. Läst 22 augusti 2015.
12. ↑  ”Teaterannons”. Dagens Nyheter:  s. 59. 15 september 1989. https://arkivet.dn.se/tidning/1989-09-15/250/59. Läst 3 december 2017.
13. ↑  Lars Linder (20 september 1992). ”Välkända Madicken”. Dagens Nyheter. http://www.dn.se/arkiv/teater/valkanda-madicken/. Läst 17 september 2016.